# Sarah Ferrati
Sarah Ferrati (9 de diciembre de 1909 – 3 de marzo de 1982) fue una actriz teatral, cinematográfica y televisiva de nacionalidad italiana.

## Biografía
Nacida en Prato, Italia, se diplomó en la Accademia dei Fidenti, en Florencia, debutando como actriz teatral en 1928 en la compañía de Luigi Carini.
En 1933 consiguió su primer éxito teatral interpretando el personaje de Elena en la pieza de William Shakespeare El sueño de una noche de verano, representada en el Jardín de Bóboli y dirigida por Max Reinhardt, con interpretaciones de Carlo Lombardi, Cele Abba, Giovanni Cimara, Nerio Bernardi, Rina Morelli, Cesare Bettarini, Armando Migliari, Ruggero Lupi, Luigi Almirante, Giuseppe Pierozzi, Memo Benassi, Evi Maltagliati y Eva Magni. Ese mismo año fue la reina de Bretaña en el estreno de La rappresentazione di Santa Uliva, de Ildebrando Pizzetti, obra llevada a escena en el Claustro Grande de la Basílica de la Santa Cruz de Florencia, con actuaciones de Rina Morelli, Cesare Bettarini, Memo Benassi, Andreína Pagnani, Ruggero Lupi, Carlo Lombardi, Nerio Bernardi, Armando Migliari y Giovanni Cimara, todos ellos dirigidos por Jacques Copeau.

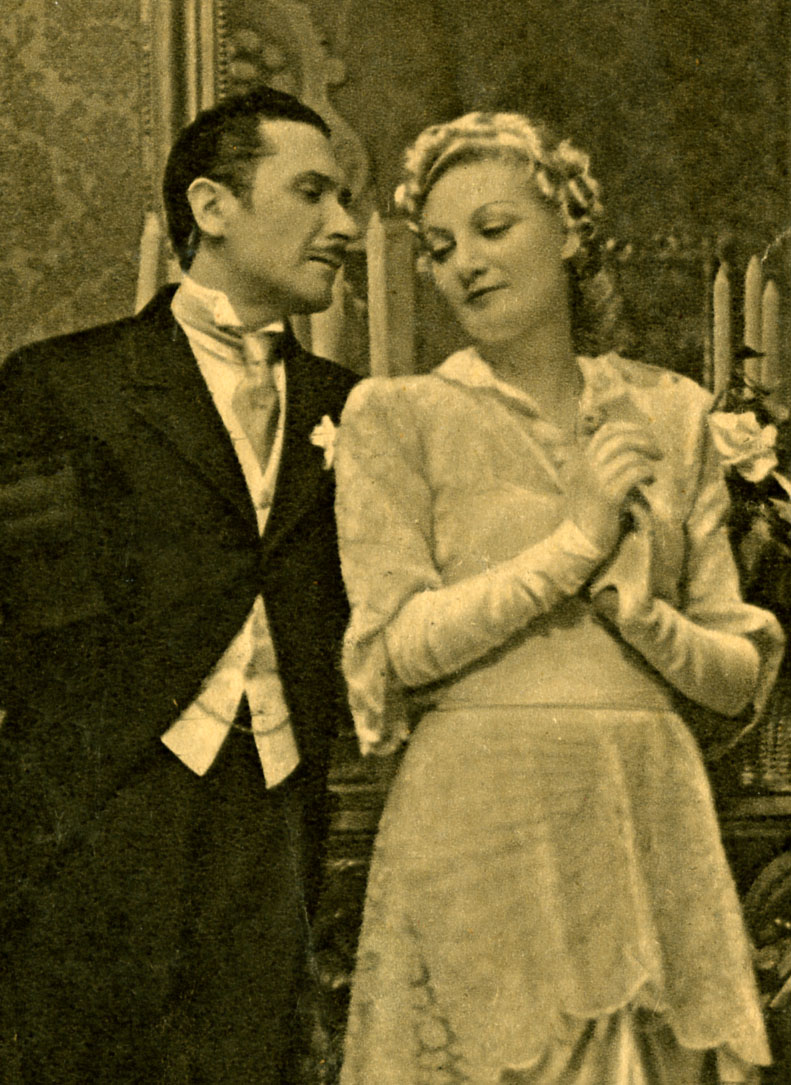
Con Paolo Stoppa en La bella avventura (1942).

En poco tiempo pasó de interpretar papeles de "ingenua" a otros de "prima donna". En pareja con Nino Besozzi en 1938, en 1943 formó parte de la Compagnia Stabile del "Teatro Eliseo" de Roma, interpretando con éxito Mrs. Warren's Profession, de George Bernard Shaw, y Hedda Gabler, de Henrik Ibsen. En 1947 fue la protagonista de Giovanna d'Arco al rogo, de Arthur Honegger, con Giusi Raspani Dandolo y Salvo Randone, obra representada en el Teatro de La Scala de Milán.
Convertida ya en una diva, se dio a valer como intérprete de obras de Luigi Pirandello y Antón Chéjov. En los primeros años 1950, dirigida por Luchino Visconti, obtuvo un gran consenso por su trabajo en piezas como Medea (de Eurípides) y Las tres hermanas (de Antón Chéjov). En 1953 pasó al Piccolo Teatro di Milano y, bajo la dirección de Giorgio Strehler, interpreta a afectadas heroínas, como Liuba en El jardín de los cerezos (de Antón Chéjov, 1954) y la excéntrica protagonista de La loca de Chaillot (de Jean Giraudoux, 1953). En 1959 y en 1962 obtuvo el prestigioso Premio San Genesio, otorgado a la mejor actriz teatral del año.
En 1964 su nombre volvió a brillar cuando interpretó a la esposa triste, protagonista de la amarga comedia ¿Quién teme a Virginia Woolf?, de Edward Albee, con dirección de Franco Zeffirelli y actuación de Enrico Maria Salerno. 
Posteriormente trabajó también en la televisión (junto a Rina Morelli, Nora Ricci y Ave Ninchi en la serie Sorelle Materassi, 1972), pero siempre fue fiel al teatro, al que se dedicó hasta poco tiempo antes de fallecer.
Sarah Ferrati falleció en Roma, Italia, en 1982. Había estado casada con el tenor Luigi Infantino.

## Galería fotográfica

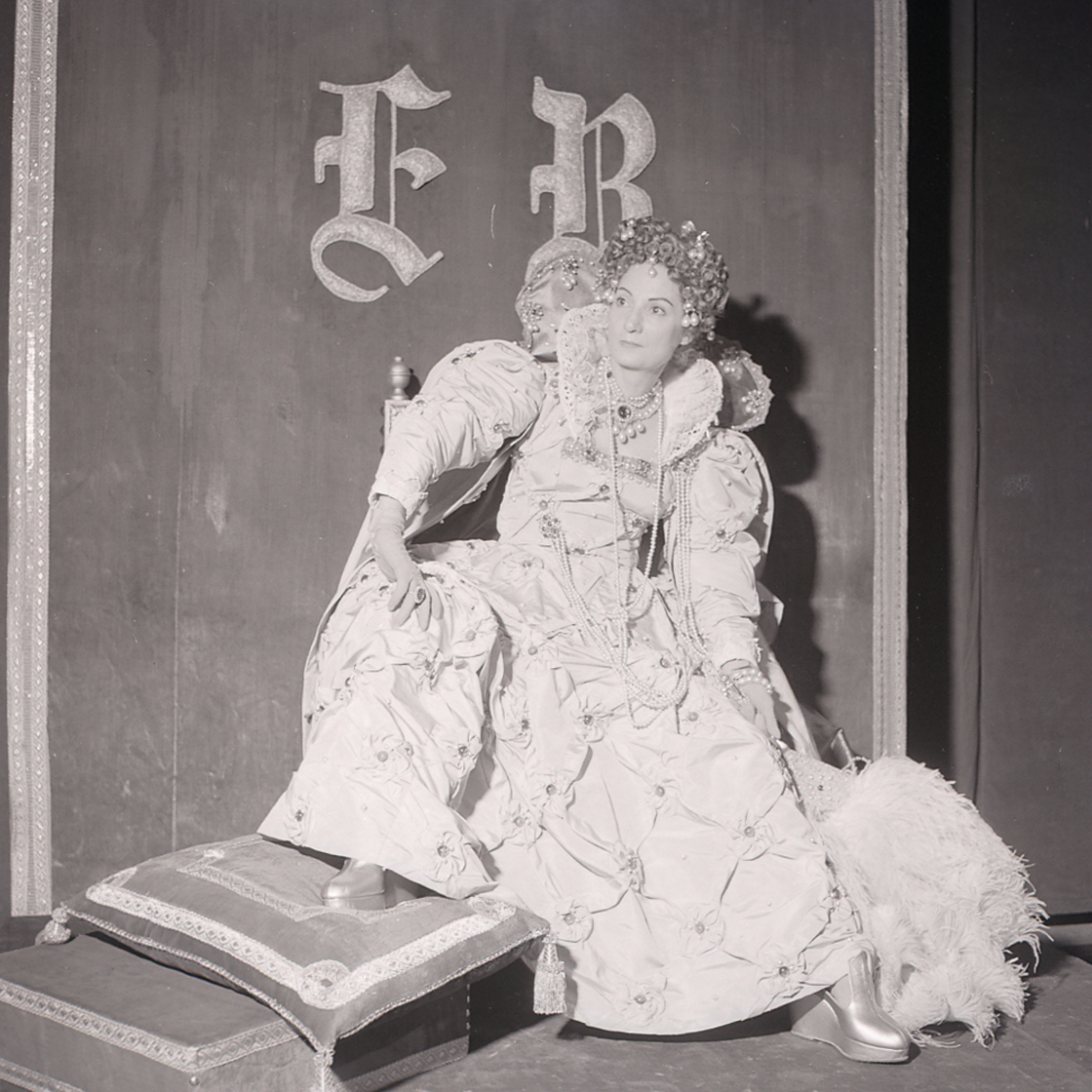
Sarah Ferrati en la representación de María Estuardo (1958)
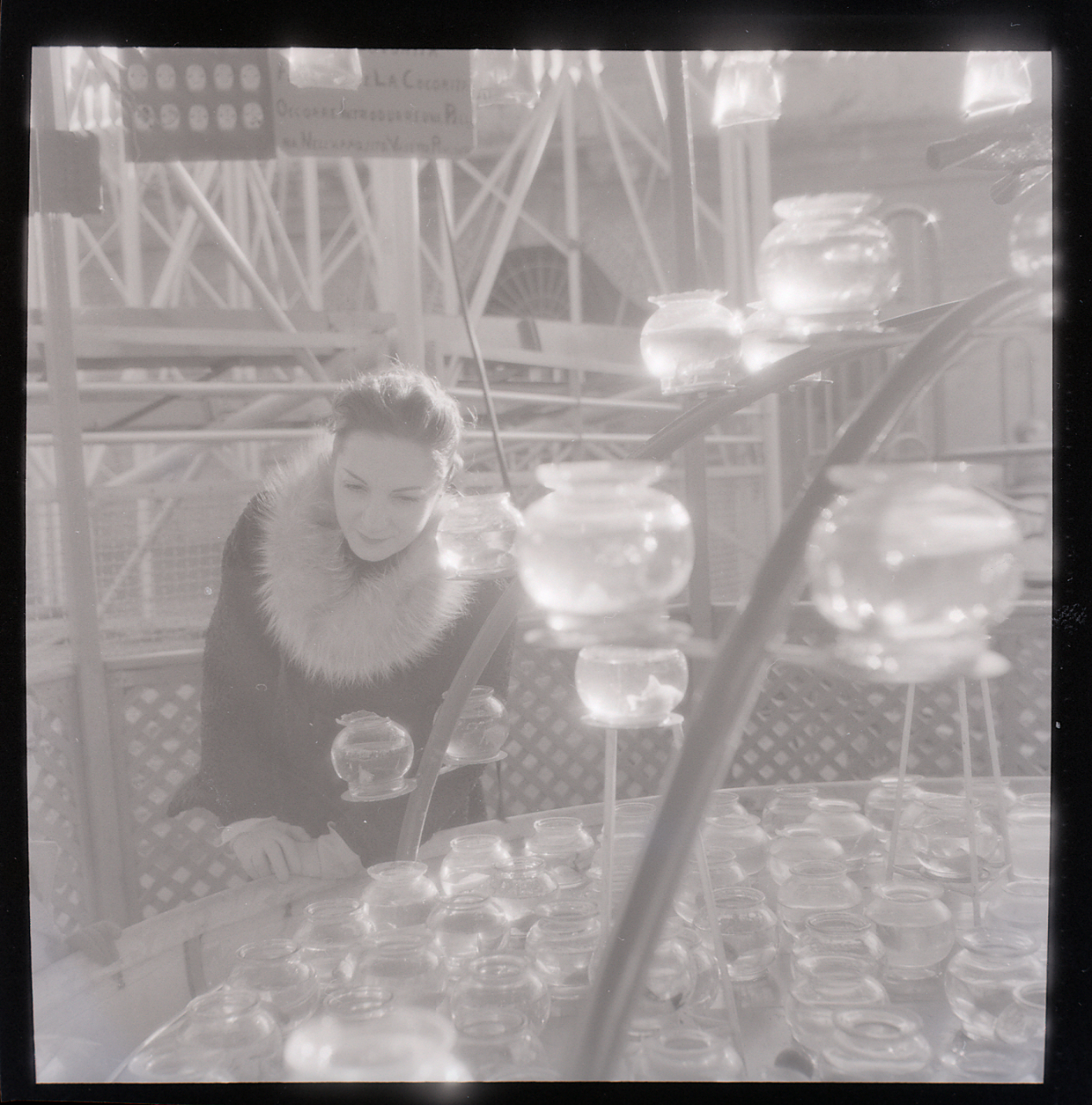
Ferrati en 1955
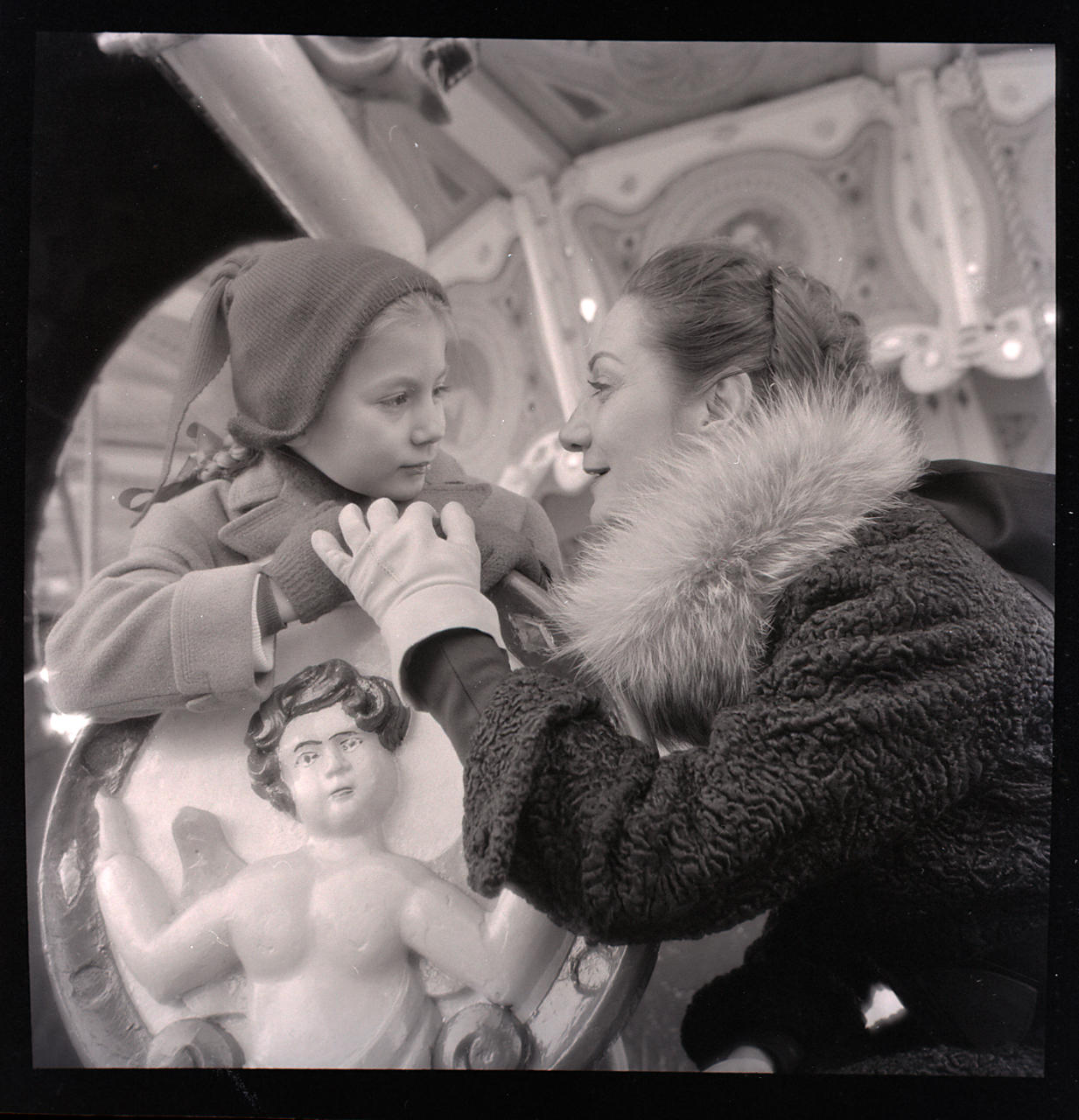
Ferrati en 1955

## Teatro
- La moglie ideale, de Marco Praga, dirección de Giorgio Strehler, Piccolo Teatro di Milano (1954)

## Teatro televisivo
- La visita della vecchia signora (1973)
- Gallina Vecchia (1968)
- Le Troiane (1967)
- Le Coefore (1966)
- La strega in amore (1966)
- Agamennone (1966)
- Le Eumenidi (1966)
- Come le foglie (1965))
- La porta chiusa, dirección de Guglielmo Morandi (1965)
- Così è (se vi pare), dirección de Vittorio Cottafavi (1964)
- Gli Spettri (1963)
- Zoo di Vetro (1963)
- La Pazza di Chaillot (1960)
- La signora Rosa, dirección de Mario Landi (1960)
- La Milionaria (1959)
- Il Conte Aquila, dirección de Sandro Bolchi (1959)
- Una donna senza importanza, dirección de Silverio Blasi (1958)
- Maria Stuarda, dirección de Claudio Fino (1958)
- Medea, dirección de Sarah Ferrati (1957)
- Luce a Gas, dirección de Claudio Fino (1957)
- Ferika, dirección de Anton Giulio Majano (1957)
- Il Gabbiano, dirección de Mario Ferrero (1957)
- La Signora x, dirección de Claudio Fino (1957)
- Il ventaglio di Lady Windermere, dirección de Claudio Fino (1957)
- La vita degli altri, dirección de Claudio Fino (1956)
- Due mondi, dirección de Claudio Fino (1956)
- Rinaldo e Armida, dirección de Alessandro Brissoni (1955)

## Filmografía
- Fiat voluntas Dei, de Amleto Palermi (1935)
- La strega in amore, de Damiano Damiani (1966)